# Montefano
Montefano é uma comuna italiana da região dos Marche, província de Macerata, com cerca de 3.223 habitantes. Estende-se por uma área de 34 km², tendo uma densidade populacional de 95 hab/km². Faz fronteira com Appignano, Filottrano (AN), Montecassiano, Osimo (AN), Recanati.
Nesta cidade, nasceu o papa Marcelo II.

## Demografia
| Variação demográfica do município entre 1861 e 2011                               |
|                                                                                   |
| Fonte: Istituto Nazionale di Statistica (ISTAT) - Elaboração gráfica da Wikipedia |